# قمرهای مریخ
|                                                                    |  |                                                                     |
| تصویری از فوبوس. گرفته‌شده توسط مدارگرد شناسایی مریخ، ۲۳ مارس ۲۰۰۸. |  | تصویری از دیموس. گرفته‌شده توسط مدارگرد شناسایی مریخ، ۲۱ فوریه ۲۰۰۹. |

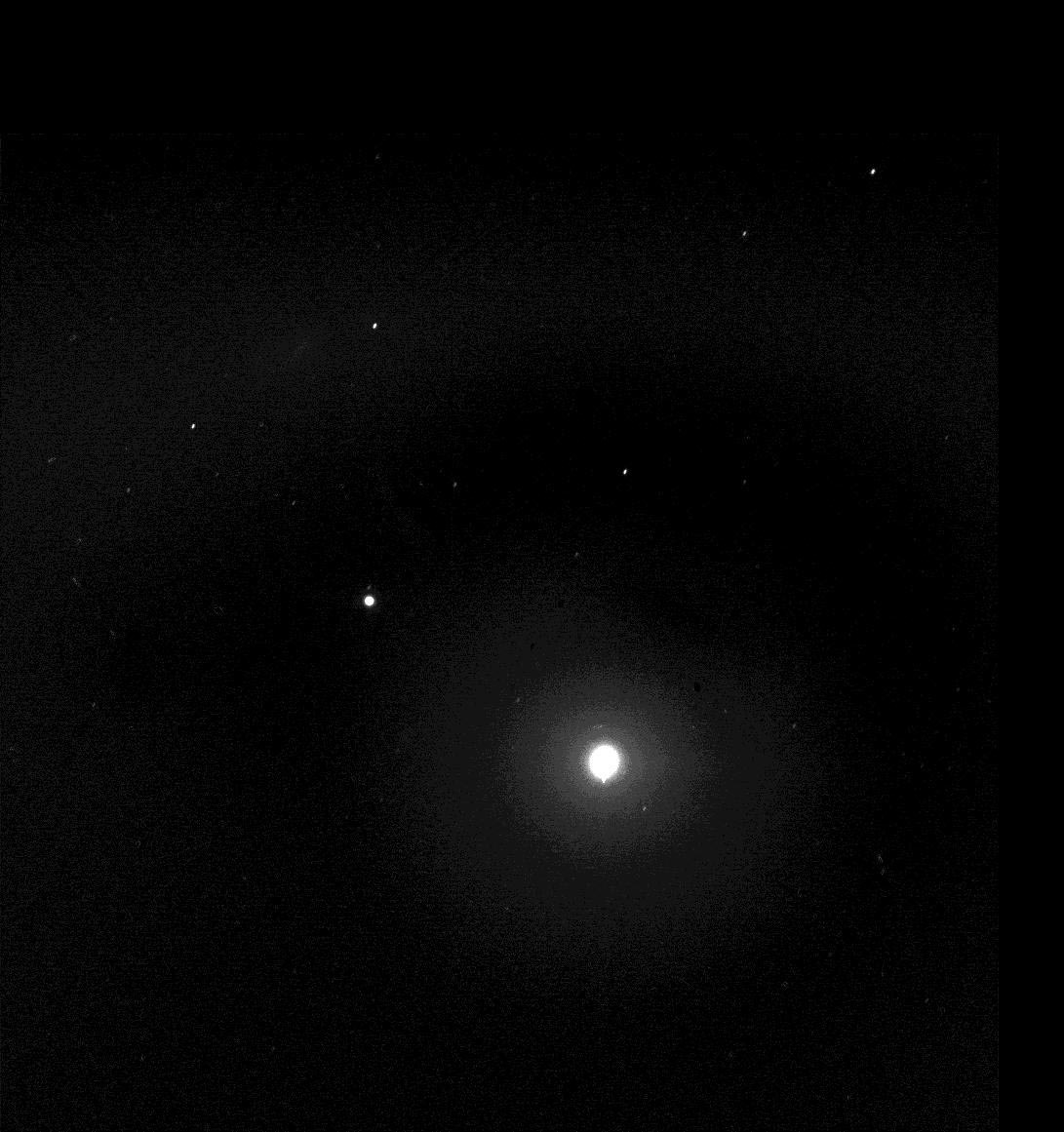
نمایش فوبوس (راست) و دیموس (چپ) در برابر صورت فلکی قوس در آسمان شب بهرام، از دید مریخ‌نورد اسپیریت در ۴ شهریور ۱۳۸۵.

سیارهٔ بهرام (مریخ) دو قمر طبیعی بسیار کوچک دارد، فوبوس و دیموس، و استدلال می‌شوند که سیارک‌های اسیر شده هستند.
از سطح مریخ، حرکت فوبوس و دیموس خیلی متفاوت‌تر از ماه زمین ظاهر می‌شوند. فوبوس چابک از غرب طلوع می‌کند، در شرق غروب می‌کند، و دوباره فقط پس از ۱۱ ساعت طلوع می‌کند، در صورتی که دیموس، مطابق انتظار از شرق طلوع می‌کند اما خیلی آهسته. با وجود مدار ۳۰ ساعته‌اش، ۲٫۷ روز زمان می‌برد تا در غرب غروب کند همچنان‌که دیموس با سرعت کمتر از چرخش بهرام به آهستگی پایین می‌رود، و در نتیجه طول می‌کشد تا دوباره طلوع کند.
همان‌طور که از بهرام دیده می‌شود، فوبوس قطر زاویه‌ای بین ۸ دقیقه (هنگام طلوع) و ۱۲ دقیقه (در بالای سر) دارد، در صورتی‌که دیموس ۲ دقیقه قطر زاویه‌ای دارد. قطر زاویه‌ای خورشید، با در نظر گرفتن اختلاف شدت فروزندگی، حدود ۲۱ دقیقه‌است.
هر دوی قمرها کشندی قفل شده هستند. همواره چهرهٔ یکسانی به سمت بهرام ارائه می‌دهند. از آنجایی که فوبوس بهرام را سریع‌تر از چرخش سیارهٔ خودش دور می‌زند، نیروهای کشندی کمتر هستند اما به‌طور پیوسته و یکنواخت شعاع مداری‌اش کاهش می‌یابد. به عبارت دیگر در آینده، وقتی که فوبوس به اندازهٔ کافی به بهرام نزدیک می‌شود (نگاه کنید به حد روش)، فوبوس توسط این نیروهای کشندی خرد خواهد شد. چندین حفره به ردیف شده روی سطح بهرام وجود دارد که، به ذهن خطور می‌کند ممکن است قمرهای کوچک دیگری باشند که به سرنوشت در انتظار فوبوس تن داده‌اند.
دیموس، از طرف دیگر، به اندازهٔ کافی دور هست که در عوض مدارش به آهستگی باز شده باشد، همچنان‌که در مورد قمر زمین اتفاق افتاده‌است.
هر دو قمر در سال ۱۸۷۷ میلادی توسط آساف هال کشف شده بودند، و بعداً شخصیت‌های فوبوس (دهشت/ترس) و دیموس (ترور/بیم) نامیده شدند که، در اسطوره‌شناسی یونان، به همراه پدرش آرس، خدای جنگ، به نبرد رفتند. آرس در نزد رومی‌ها مشهور به مارس بود. منشأ پیدایش این قمر به صورت کامل شناخته شده نیست. در برخی مطالعات فوبوس و دیموس به عنوان سیارک‌هایی که توسط میدان گرانش مریخ اسیر شده‌اند ذکر شده‌اند و در برخی مطالعات آنها را حاصل برخورد جسمی دیگر به مریخ می‌دانند. مطالعات اخیر نشان می‌دهد فوبوس و دیموس حاصل از هم گسیخته شدن یک قمر بزرگتر در حدود ۱–۲٫۷ میلیارد سال قبل هستند.

## جزئیات مداری
| نام سیستماتیک | نام سیستماتیک | نام اصلی                                   | قطر (کیلومتر/مایل) | جرم (کیلوگرم) | نیم قطر بزرگ (کیلومتر/مایل) | تناوب مداری (ساعت) | میانگین تناوب طلوع (ساعت/روز) |
| ------------- | ------------- | ------------------------------------------ | ------------------ | ------------- | --------------------------- | ------------------ | ----------------------------- |
| مریخ I        | فوبوس         | ۲۲٫۲ (۲۷×۲۱٫۶×۱۸٫۸) ۱۳٫۷۹ (۱۶٫۷×۱۳٫۴×۱۱٫۶) | ۱٫۰۸×۱۰۱۶          | ۹۳۷۷ ۵۸۲۷     | ۷٫۶۶                        | ۱۱٫۱۲ ۰٫۴۶۳        |                               |
| مریخ II       | دیموس         | ۱۲٫۶ (۱۰×۱۲×۱۶) ۷٫۸ (۶٫۲×۷٫۴×۹٫۹)          | ۲‎×۱۰۱۵             | ۲۳٬۴۶۰ ۱۴٬۵۴۰ | ۳۰٫۳۵                       | ۱۳۱ ۵٫۴۴           |                               |